# جيمس جي. لينوكس
جيمس جي. لينوكس (بالإنجليزية: James G. Lennox)‏ هو فيلسوف أمريكي، ولد في 11 يناير 1948.